# Zoológico Guadalajara
Le Zoo de Guadalajara est un parc zoologique mexicain situé dans le Jalisco à Guadalajara. Fondé en 1988, il abrite plus de 2000 animaux de 360 espèces.